# Santo Niño, Zacatecas
Santo Niño är en ort i Mexiko.   Den ligger i kommunen Tlaltenango de Sánchez Román och delstaten Zacatecas, i den centrala delen av landet, 500 km nordväst om huvudstaden Mexico City. Santo Niño ligger 1 685 meter över havet och antalet invånare är 146.
Terrängen runt Santo Niño är kuperad åt nordväst, men åt sydost är den platt. Runt Santo Niño är det ganska glesbefolkat, med 31 invånare per kvadratkilometer. Närmaste större samhälle är Tlaltenango de Sánchez Román, 2,0 km öster om Santo Niño. I omgivningarna runt Santo Niño växer huvudsakligen savannskog.